# Lista över LCD-spel med Mario
Nintendo har släppt flera Mario och Donkey Kong LCD-datorspel för Game & Watch-serien.

## Game & Watch spel

### Donkey Kong

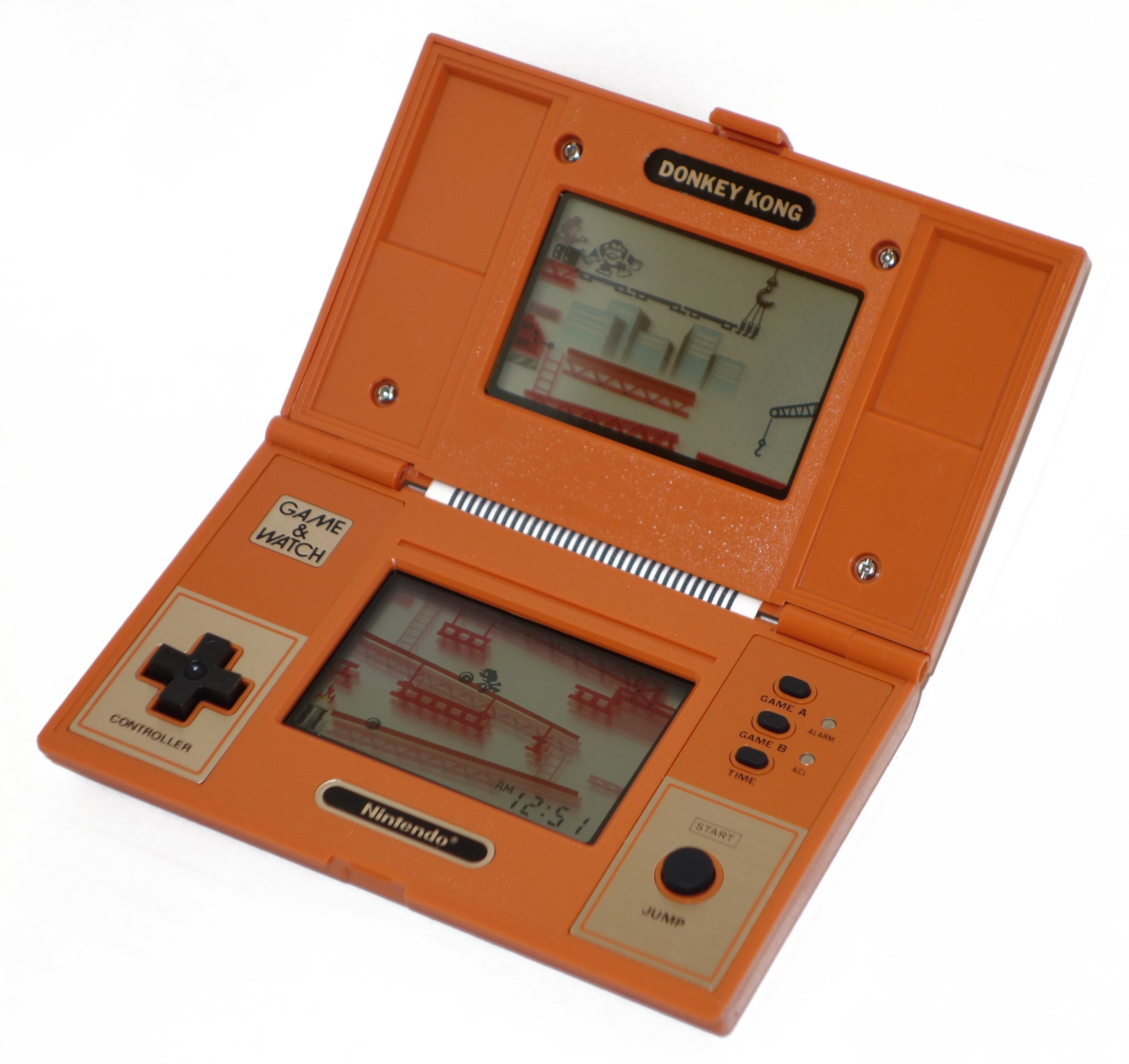
Nintendo Donkey Kong Game&Watch

Donkey Kong utvecklades av Nintendo R&D1 som en del av Game&Watch Multi Screen serien med två LCD-skärmar. Släppt 1982, det är en port i arkadspelet, där Mario är en snickare som försöker rädda sin flickvän från en ond eller åtminstone arg apa.

### Donkey Kong Jr.
I detta 1982-spel kontrollerar spelaren Donkey Kong Jr. som han arbetar för att rädda sin fader, Donkey Kong, samtidigt som han tittar på hinder som krokodiler, fåglar och elektriska blixtar. Spelet släpptes som en del av Mini-Classics-serien 1998 (en uppsättning av fyra spel- och klockspel spelade till små nyckelkedjebundna handhållare) och inkluderades senare i Game Boy Color Game&Watch Gallery 2, Game&Watch Gallery 3 2000 och som DSiWare-spel under 2010.
I detta spel ger Mario återbetalning till Donkey Kong för att stjäla sin flickvän, Pauline, genom att låsa honom i en bur.

### Donkey Kong II
Donkey Kong II har utvecklats av Nintendo R & D1 och släppt som en del av "Game & Watch Multi Screen" serien med två LCD-skärmar. Den släpptes 1983. 
Donkey Kong Jr. måste röra en tangent, då flyttas den upp till toppskärmen. Donkey Kong Jr. måste klättra till toppskärmen samtidigt som man undviker saker som elektriska ledningar. När han kommer till toppskärmen måste Donkey Kong Jr. röra nyckeln igen, och den kommer att flytta till nyckelhålet i en av kedjorna. Donkey Kong Jr måste klättra upp repet under nyckelhålet, samtidigt som man undviker fåglar. När han kommer till toppen av repet kommer en av kedjorna att låsa upp. Han måste göra det 4 gånger tills han sparar Donkey Kong. Därefter börjar spelet över, i en något snabbare takt.

### Donkey Kong Circus
Donkey Kong Circus är ett spel & Watch Panorama-serie spel som släpptes 1984 som prequel till Donkey Kong. I det här spelet styr spelaren Donkey Kong, som placeras på en fat medan du jongleur med ananas och undviker flammor. Det här spelet liknar Mario Juggler, det sista Game&Watch-spelet, eftersom de båda innefattar en karaktärs jonglering medan man undviker objekt.

### Donkey Kong Hockey
Donkey Kong Hockey utvecklades av Nintendo R&D1 och släpptes 1984 som en del av Game&Watch Micro Vs. serier. Spelet har en LCD-skärm och två anslutna styrplattor. Hockey har Donkey Kong som en av spelarna och Mario som den andra.

### Mario Bros.
Mario Bros. är ett spel & Watch Multi Screen serie spel av Nintendo som släpptes 1983. Trots titeln är det orelaterat i spel till Mario Bros arkadspel. Spelet portlades också till Commodore 64 som Mario Bros. II

### Mario the Juggler
Mario Juggler är ett spel & Watch New Widescreen-serie spel med Mario som jonglörare i det allra första spelet & Watch-spelet, Ball. Släppt av Nintendo i oktober 1991,  var det sista spelet som skulle släppas i Game & Watch-serien.

### Mario's Bombs Away
Mario's Bombs Away är ett spel & Watch Panorama-serie spel som släpptes 1983

### Mario's Cement Factory
Mario Cement Factory var ett spel som utvecklats av Nintendo R&D1 och släpptes först 1983 för Game & Watch Tabletop-serien. Spelet var snart efter att ha släppts som en del av Game & Watch nya Wide Screen-serien, och även som en del av Mini-Classics-serien 1998.

### Super Mario Bros.
Super Mario Bros. släpptes i två olika versioner: YM-801 (Crystal Screen-serien, släpptes juni 1986) och YM-105 (New Wide Screen-serien, släpptes mars 1988). Senare samma spel ompaketerades i ett gult specialutgåva Disk-Kun teckenfall (YM-901-S), ett tecken som användes för att annonsera Famicom Disk System.

## Game & Watch
Från början av 1980-talet till slutet av 1990-talet producerade Nelsonic Industries en rad multifunktionella armbandsur som heter Game Watches. Dessa elektroniska enheter använde en LCD-skärm för att antingen berätta för tiden eller låta spelarna spela ett spel.